# Verbena atacamensis
Verbena atacamensis — вид трав'янистих рослин родини Вербенові (Verbenaceae), ендемік Чилі. Рослина має короткі плодоніжки 1–4(6) см; віночок 8–10 мм.

## Опис
Рослина 15–30 см завдовжки, гілки щетинисті, від випростаних до лежачих. Листки сидячі, листові пластини 10–20 x 20–25 мм, трисегментні, сегменти лінійні, тупі, цільні або лопатеві, запушені з обох сторін. Квіти в щільних колосках; квітоніжки 1–4(6) см. Квіткові приквітки 3.5–5 мм, волосаті зовні, війчасті на полях. Чашечка 6–7 мм, щетиниста, зубчики трикутні. Віночок фіолетуватий, 8–10 мм, зовнішня поверхня гладка, щелепи запушені. Верхня пара тичинок з темними сполучними придатками.

## Поширення
Ендемік Чилі.
Вид зібрано в регіонах Антофагаста й Атакама.